# الحمصية
الحمصية هي إحدى القرى اللبنانية من قرى قضاء جزين في محافظة الجنوب.